# 196-я стрелковая дивизия (2-го формирования)
196-я Гатчинская Краснознамённая стрелковая дивизия — воинское соединение Рабоче-крестьянской Красной армии в Великой Отечественной войне.

## История
Следует учитывать, что в истории дивизии и на её боевом пути, по сути дела, были разные соединения, сохранявшие только номер дивизии. Так, например, в 1941 году начала формирование новая дивизия в городе Соль-Илецк Оренбургской области под номером 424. Однако, она в начале 1942 года была переименована на 196-ю стрелковую дивизию, то есть дивизия получила вторую жизнь, так как 196-я стрелковая дивизия первого формирования, начав жизнь в июне 1941 года, участвовала в боях на Юго-Западном фронте и имела непростую судьбу. Однако, судьба 196-й стрелковой Гатчинской Краснознамённой дивизии оказалась не менее сложной.

### История формирования
В декабре 1941 года согласно директиве ставки Верховного Главнокомандования и на основании постановления ГКО от 22 ноября 1941 года в г. Соль-Илецке, Оренбургской (тогда Чкаловской) области, в Южно-Уральском военном округе начала формироваться 424-я стрелковая дивизия, которая затем в начале января 1942 года была переименована в 196-ю стрелковую дивизию, то есть дивизия получила вторую жизнь, так как 196-я стрелковая дивизия первого формирования, начав жизнь в июне 1941 года, участвовала в боях на Юго-Западном фронте, и о её боевых делах вспоминает бывший начальник штаба генерал-полковник В. М. Шатилов в книге «На земле Украины» (Воениздат, 1980 г., Москва). 196-я стрелковая дивизия второго формирования с 20 декабря 1941 по 24 апреля 1942 года находилась в г. Соль-Илецке, окрестных сёлах района, где и проходило формирование. С 26 апреля по 9 июня 1942 года дивизия была передислоцирована под Сталинград (ст. Садовая, ст. Прудбой) и с 9 июня по 8 июля 1942 года входила в состав 7-й резервной армии, а с 9 июля по 27 сентября 1942 года входила в состав 62-й армии. С 28 сентября по 12 октября 1942 года находилась в Резерве Ставки ВГК, а с 12 октября 1942 по 21 января 1943 года и Московской зоне обороны (ст. Кубинка). (ЦАМО, справочник стрелковых дивизий, инв. №б398 л. 281—282).
Дивизия формировалась из жителей Чкаловской (ныне Оренбургской) области РСФСР, а также Актюбинской, Гурьевской, Западно-Казахстанской и некоторых других областей Казахстана. Подавляющее большинство воинов дивизии (некоторые подразделения до 80 %) являлись этническими казахами. В боях в районе Калача-на-Дону дивизия попала в окружение и практически полностью погибла (в живых осталось 500 человек). За проявленное упорство и отвагу была награждена орденом Красного Знамени.

### Боевые путь
Боевой путь 196-й стрелковой дивизии включает в себя периоды подготовки и участия в боевых действиях согласно хронике событий:
- июнь 1942 — сентябрь 1942 года вела бои в большой излучине Дона (Сражение у Калача). Держала оборону в районе хутора Плесистовский (48°50′26″ с. ш. 43°08′07″ в. д.HGЯO). 7 сентября попала в окружение и погибла. Спасая знамя дивизии, с оружием в руках погиб командир дивизии Д. В. Аверин. Знамя вынес на себе замполит И. С. Желамский.
- январь 1943 — июль 1943 года участие в обороне города Ленинграда.
- август 1943 года участие в боях на Синявинских высотах.
- декабрь 1943 — март 1944 года участие в боях на Ораниенбаумском плацдарме, освобождении города Гатчина и присвоение дивизии наименования «Гатчинская».
- март 1944 — апрель 1944 года участие в боях на Псковском направлении.
- май 1944 — 17 июня 1944 года боевая учёба в резерве фронта;
- с 26 июля 1944 года переход дивизии в Прибалтику и включение её в состав 12-го Гвардейского стрелкового корпуса 1-й Ударной армии.
- с сентября по 13 октября 1944 года.участие в боевых действиях на Рижском направлении и Освобождении города Рига.
- октябрь 1944 — май 1945 года участие в боях в районе Рижского залива и за город Тукумс, разоружение Курляндской группировки фашистской Германии.

## Полное название
196-я Гатчинская Краснознамённая стрелковая дивизия

## Подчинение
- ЮУВО, с 22.11.1941 до 09.06.1942. Место дислокации в г. Соль-Илецке, окрестных сёлах района, где проходило формирование. С 26 апреля по 9 июня 1942 года дивизия была передислоцирована под Сталинград (ст. Садовая, ст. Прудбой).
- Непосредственное подчинение Ставке ВГК, 7-я резервная армия — с 09.06.1942 по 08.07.1942 года. Место дислокации Сталинград.
- 62-я армия, — с 09.07.1942 (директива Ставки ВГК № 170465 от 09.07.1942).
- Сталинградский фронт, 62-я армия — с 12.07.1942 по 27.09.1942 (директива Ставки ВГК № 994112 от 12 июля 1942 г., ЦАМО, ф. 48-А, on. 1640, д. 180, л. 6. Подлинник.).

С 28 сентября по 12 октября 1942 года находилась в резерве Ставки ВГК, а с 12 октября 1942 по 21 января 1943 года в Московской зоне обороны (ст. Кубинка). Источник: ЦАМО, справочник стрелковых дивизий, инв. №б398 л. 281—282.

## Состав
- 863-й стрелковый полк
- 884-й стрелковый Рижский полк
- 893-й стрелковый полк
- 725-й артиллерийский Рижский полк
- 228-й отдельный истребительный противотанковый дивизион
- 262-я отдельная разведывательная рота
- 455-й отдельный батальон связи (572-й отдельный батальон связи, 453-я отдельная рота связи)
- 353-й отдельный сапёрный батальон
- 99-й отдельный медико-санитарный батальон
- 506-я отдельная рота химической защиты
- 239-я отдельная автотранспортная рота
- 423-я полевая хлебопекарня
- 888-й дивизионный ветеринарный лазарет
- 1678-я полевая почтовая станция
- 1251-я (1079-я) полевая касса Госбанка

## Командиры
- Аверин, Дмитрий Васильевич (09.01.1942 — 07.08.1942), комбриг

…
- Иванов, Василий Поликарпович (17.08.1942 — 12.12.1942), полковник
- Ратов, Пётр Филиппович (13.12.1942 — 16.03.1944), генерал-майор
- Виноградов, Николай Андрианович (17.03.1944 — 18.04.1944), полковник
- Ратов, Пётр Филиппович (19.04.1944 — 30.08.1944), генерал-майор
- Паршуков, Николай Васильевич (31.08.1944 — 09.05.1945), полковник

## Командный состав полков и управления дивизии
- Заместитель командира дивизии, подполковник, с 1944 года полковник Николай Васильевич Митропольский
- Комиссар дивизии, старший батальонный комиссар Иван Семёнович Желамский
- Начальник штаба дивизии, подполковник Виктор Леонидович Прибыльский
- Начальник артиллерии дивизии, подполковник Павел Ильич Соколов
- Начальник инженерной службы дивизии, военинженер 3 ранга Иван Петрович Гущин
- Командир 863-го стрелкового полка, подполковник С. Л. Витченко, военком — старший политрук И. А. Ермохина
- Командир 884-го стрелкового полка, подполковник М. М. Борисов, полковник А. И. Парамонов,  военком — батальонный комиссар А. Л. Костин
- Командир 893-го стрелкового полка, майор М. Л. Красицкий, военком — батальонный комиссар П. А. Свешников
- Командир 725-го артиллерийского полка, майор Руковицин Терентий Дмитриевич (вышел из окружения из-за Дона, но не в полосе своей дивизии. 15 декабря 1942 года был назначен командиром 683-го артиллерийского полка 214-й стрелковой дивизии, в дальнейшем выдвинут на должность командующего артиллерией этой дивизии. Ему присвоено звание подполковник. 21 июля 1943 года Терентий Дмитриевич Рукавицин погиб); командир 1-го дивизиона капитан Ф. И. Башкиров, военком — старший политрук В. М. Ковалёв, командир 3-го дивизиона командир капитан П. А. Штейнбер, военком — политрук М. Ф. Фомин, командир 2-го дивизиона старший лейтенант Г. Г. Арфанов, военком — старший политрук А. Н. Ольшевский
- Командир 353-го отдельного сапёрного батальона, капитан Архипов, военком — старший политрук С. С. Сергеев

## Награды и наименования
| Награда (наименование)             | Дата               | За что награждена |
| ---------------------------------- | ------------------ | --- |
| Почетное наименование «Гатчинская» | 27 января 1944     | присвоено приказом Верховного Главнокомандующего за отличие в боях при овладении городом и крупным железнодорожным узлом Гатчина (Красногвардейск), превращённым немцами в крепость с развитой системой долговременных оборонительных сооружений.                           |
| Орден Красного Знамени             | 31 марта 1943 года | награждена указом Президиума Верховного Совета СССР от 31 марта 1943 года за образцовое выполнение боевых заданий командования на фронте борьбы с немецкими захватчиками и проявленные при этом доблесть и мужество(За боевые отличия в боях на Сталинградском направлении) |

## Отличившиеся воины
Кавалеры ордена Славы трёх степеней.
- Васильев, Алексей Андреевич, старший сержант, командир отделения разведки дивизиона 228 отдельного истребительно-противотанкового дивизиона.
- Горбунов, Пётр Иванович, старший сержант, командир отделения 893 стрелкового полка.
- Дементьев, Николай Иванович, старший сержант, командир отделения разведки 893 стрелкового полка.
- Лугаськов, Иван Фёдорович, старший сержант, командир отделения пулемётной роты 893 стрелкового полка.
- Хлебников, Павел Николаевич, старший сержант, командир отделения роты противотанковых ружей 893 стрелкового полка.

### Другие известные военнослужащие
- Даниил Леонидович Андреев, писатель, художник[3]